# Liste der Bodendenkmale in Aerzen
In der Liste der Bodendenkmale in Aerzen sind die Bodendenkmale der niedersächsischen Gemeinde Aerzen aufgeführt. Die Quelle ist der Denkmalatlas Niedersachsen. 

Aerzen im Landkreis Hameln-Pyrmont

Der Stand der Liste ist der 27. Januar 2025.

## Allgemein
In den Spalten finden sich folgende Informationen des Bodendenkmales:
| Lage         | geographische Koordinaten                                                           |
| Bezeichnung  | Bezeichnung lt. Denkmalatlas                                                        |
| Beschreibung | Beschreibung lt. Denkmalatlas                                                       |
| ID           | Objekt-ID                                                                           |
| Bild         | Bild, ggf. zusätzlich mit Link zu weiteren Fotos im Medienarchiv Wikimedia Commons. |

## Aerzen
| Lage                       | Bezeichnung         | Beschreibung | ID       | Bild |
| -------------------------- | ------------------- | --- | -------- | ---- |
| 52° 3′ 33″ N, 9° 13′ 49″ O | Aerzen 7, Grabhügel | Durchmesser ca. 14 m und Höhe ca. 1,4 m. Abgeflacht. Im NW-Bereich auslaufender Hügelfuß und am westl. Hügelfuß alte längliche Einkuhlung, abgesetzter Rand. | 28968427 | BW   |

## Königsförde
| Lage                       | Bezeichnung              | Beschreibung                                                                                             | ID       | Bild |
| -------------------------- | ------------------------ | --- | -------- | ---- |
| 52° 3′ 39″ N, 9° 13′ 45″ O | Königsförde 1, Grabhügel | Durchmesser ca. 11 m und Höhe ca. 0,8 m. Ebenmäßig flach gewölbt. Abgesetzter Rand, plattige Sandsteine. | 28968430 | BW   |